# “岳飞送张紫岩北伐诗”碑
“岳飞送张紫岩北伐诗”碑，位于宁夏回族自治区银川市兴庆区，是中华人民共和国宁夏回族自治区文物保护单位之一。
是一座记述南宋岳飞诗句的书法碑刻，清朝乾隆五年（1740年）地震时碑失，找到后仍立于忠武庙。1963年，授予宁夏回族自治区文物保护单位。文化大革命时，此碑被毁弃，现碑为1993年重刻。